# Тюрго, Мишель-Этьен
Мише́ль-Этье́н Тюрго́ (фр. Michel-Étienne Turgot) (9 июня 1690, Париж — 1 февраля 1751, Париж) — купеческий прево Парижа, занимавший эту должность с 1729 по 1740 год. Наиболее известен как инициатор создания так называемого «плана Тюрго» — одной из самых известных карт Парижа, созданной в период с 1734 по 1736 годы.
В 1727 году у Тюрго родился сын Анн Робер Жак, впоследствии ставший известным экономистом и министром при дворе Людовика XVI.